# 33. ročník udílení Zlatých glóbů
33. ročník udílení Zlatých glóbů se konal 24. ledna 1976 v hotelu Beverly Hilton v Beverly Hills, Los Angeles. Asociace zahraničních novinářů sdružených v Hollywoodu, která Zlatý glóbus uděluje, vyhlásila nominace 6. ledna 1976. Miss Golden Globe byla pro tento rok herečka Lisa Farringer. Cena Cecila B. DeMilla nebyla udělena.
Nejvíce cen posbíralo drama Přelet nad kukaččím hnízdem a to šest. Je to zatím jediný film, který vyhrál Glóby v pěti hlavních kategoriích (film, režie, scénář, herečka a herec). K tomu získal ještě jednu cenu za nováčka roku pro herce Brada Dourifa. Nejvíc nominací, jedenáct, posbíral Altmanův Nashville, což je do roku 2012 nepřekonatelný rekord. Zvítězil pouze v jedné kategorii (filmová píseň). Jen v kategorii vedlejší herečka měl čtyři nominace. Komedie Šampón posbírala pět nominací, z toho čtyři herecké. Lumetovo kriminální drama Psí odpoledne získalo sedm nominací, ale žádnou z nich neproměnilo v cenu. Na 30. ročníku se naposledy udělovaly ceny pro nejlepší zahraniční film v anglickém jazyce. Od 31. ročníku se proto kategorie změnila na nejlepší zahraniční film zahrnující snímky jak v anglickém, tak jiném jazyce. Pro tenhle ročník byl nejlepším zahraničním filmem vyhlášen kanadský snímek slovenského emigranta Jána Kadára Co mi táta nalhal, který získal nominaci taky v kategorii objev roku. Scenárista Ted Allan byl za tenhle snímek nominovaný na Oscara.
Miloš Forman vyhrál první Glóbus ve své kariéře. Celkově jich má na svém kontě tři. Jack Nicholson získal Zlatý glóbus druhý rok po sobě. Herečka Ann-Margret vyhrála svůj třetí Glóbus kariéry. Celkově jich má pět. Walter Matthau vyhrál Glóbus za nejlepší mužskou komediální roli spolu s kolegou Georgem Burnsem.  Pro herce Matthaua to byla jediná cena. Celkově byl na ni navržen osmkrát. Další kategorie, které měly dva vítěze, byly herec v seriáli a vedlejší herec v seriáli. Skladatel John Williams byl nominovaný čtvrtý rok po sobě, cenu nakonec získal za hudbu k hororu Čelisti.
Seriál Kojak vyhrál dva Zlaté glóby. Ostatní televizní počiny si rozdělily po jednom Glóbu. Televizní show The Mary Tyler Moore Show získala třetí a zároveň poslední Glóbus. Za dobu, co byla vysílána, posbírala celkem třiadvacet nominací.
Alan Alda získal za postavu Hawkeyho Pierce v seriálu M*A*S*H Zlatý glóbus za nejlepší mužskou roli v komediálním seriálu druhý rok za sebou.

## Vítězové a nominovaní

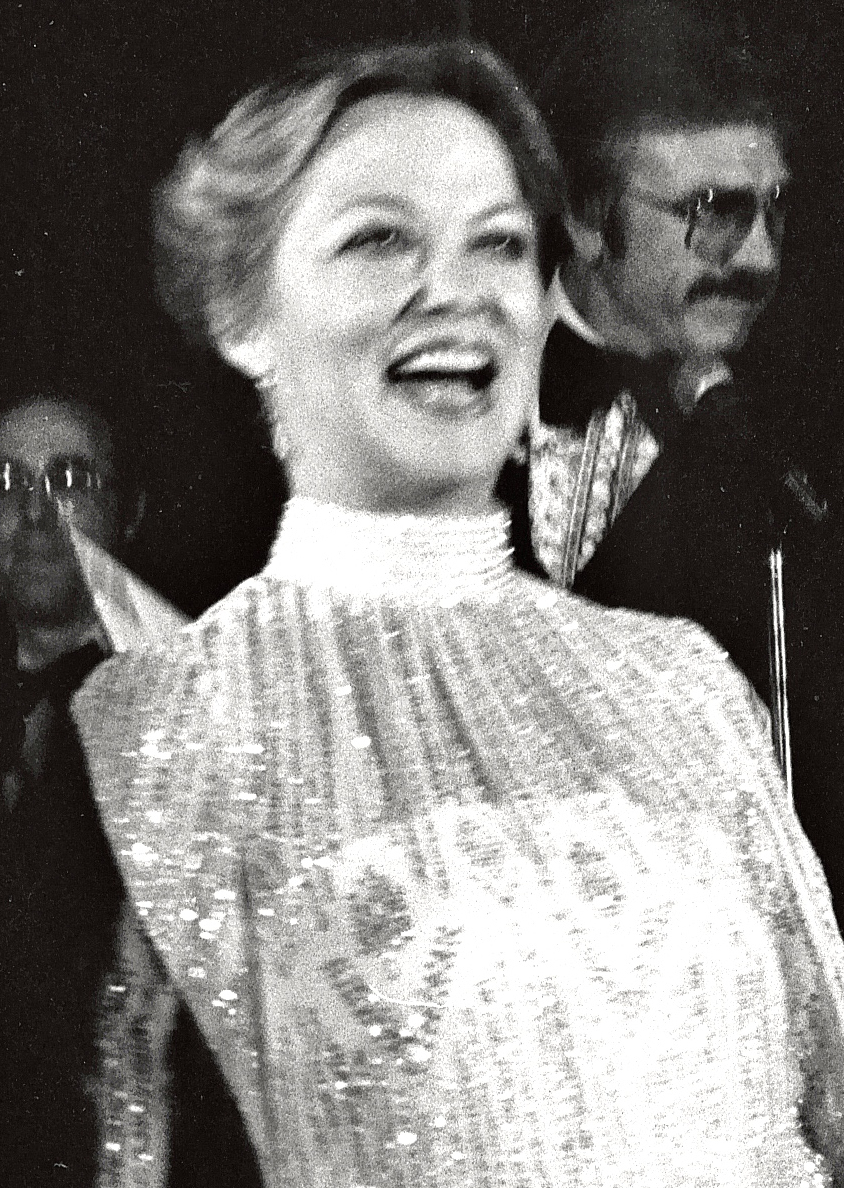
Nejlepší dramatická herečka Louise Fletcher

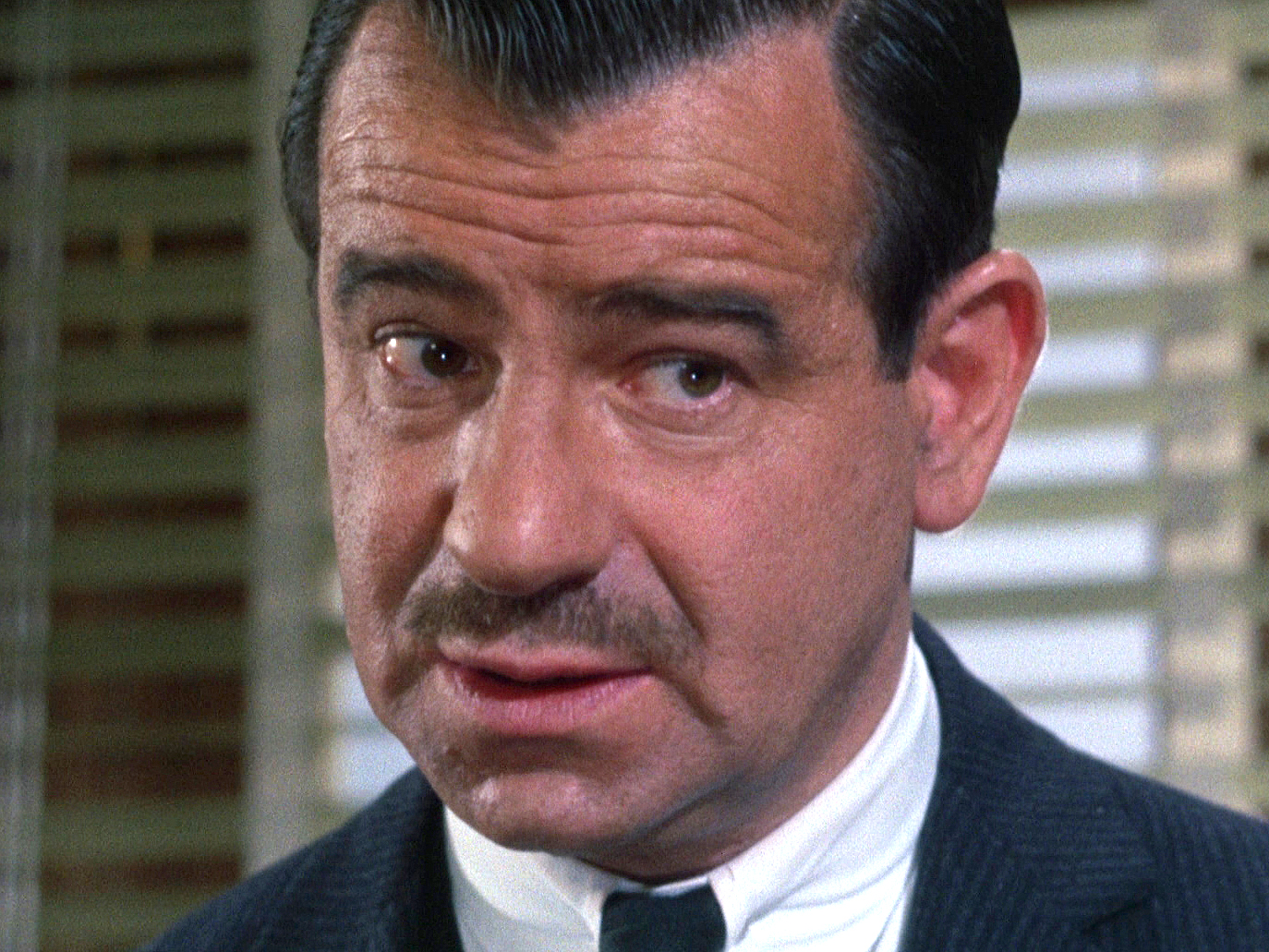
Nejlepší komediální herec Walter Matthau

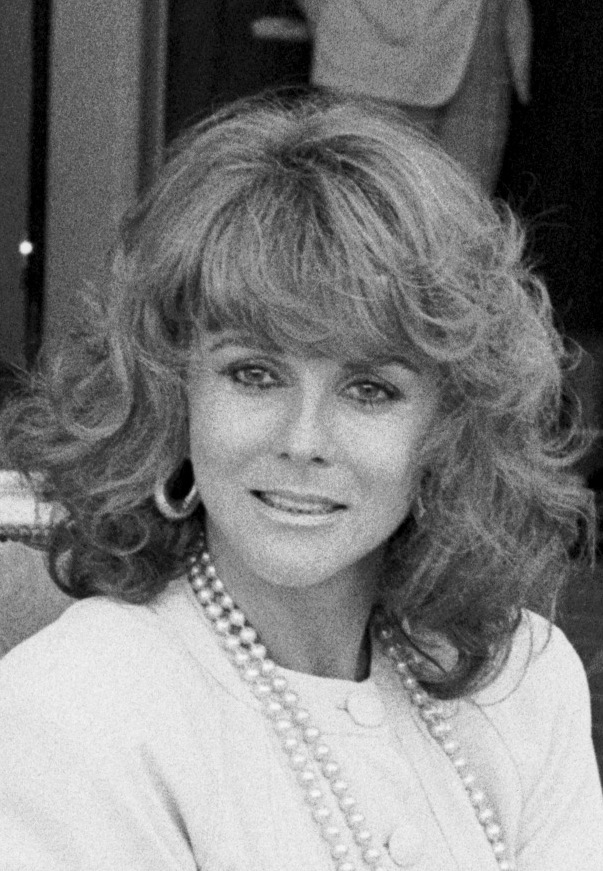
Nejlepší komediální herečka Ann-Margret

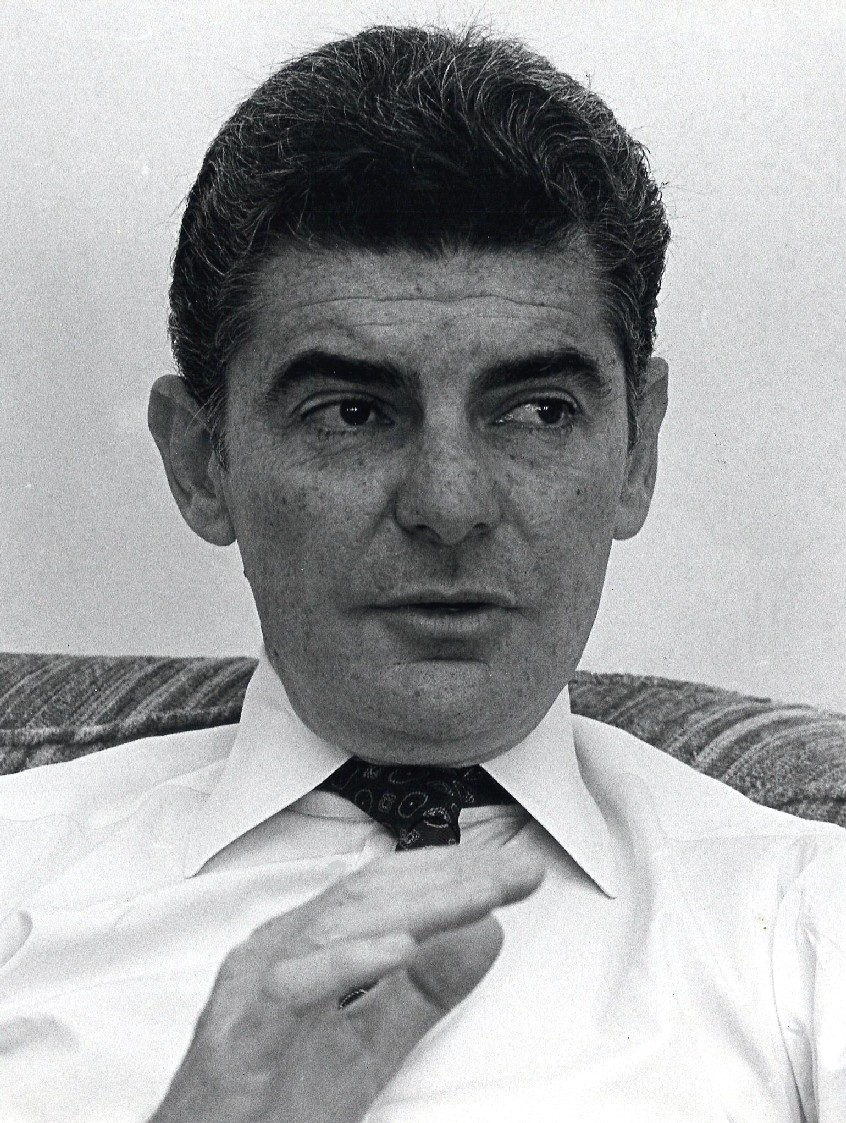
Nejlepší vedlejší herec Richard Benjamin

### Filmové počiny

#### Nejlepší film (drama)
- Přelet nad kukaččím hnízdem – producenti Michael Douglas, Saul Zaentz
- Barry Lyndon – producent Stanley Kubrick
- Psí odpoledne – producenti Martin Bregman, Martin Elfand
- Čelisti – producenti David Brown, Richard D. Zanuck
- Nashville – producent Sam Shaw

#### Nejlepší film (komedie / muzikál)
- Vstupte – producent Ray Stark
- Funny Lady – producent Ray Stark
- Návrat Růžového pantera – producent Blake Edwards
- Šampón – producent Warren Beatty
- Tommy – producenti Ken Russell, Robert Stigwood

#### Nejlepší režie
- Miloš Forman – Přelet nad kukaččím hnízdem
- Robert Altman – Nashville
- Stanley Kubrick – Barry Lyndon
- Sidney Lumet – Psí odpoledne
- Steven Spielberg – Čelisti

#### Nejlepší herečka (drama)
- Louise Fletcher – Přelet nad kukaččím hnízdem
- Karen Black – Den kobylek
- Faye Dunawayová – Tři dny Kondora
- Marilyn Hassett – Okno do nebe
- Glenda Jackson – Hedda

#### Nejlepší herečka (komedie / muzikál)
- Ann-Margret – Tommy
- Julie Christie – Šampón
- Goldie Hawn – Šampón
- Liza Minnelliová – Šťastná dáma
- Barbra Streisand – Funny Lady

#### Nejlepší herec (drama)
- Jack Nicholson – Přelet nad kukaččím hnízdem
- Gene Hackman – Francouzská spojka 2
- Al Pacino – Psí odpoledne
- Maximilian Schell – The Man In the Glass Booth
- James Whitmore – Give 'Em Hell, Harry!

#### Nejlepší herec (komedie / muzikál)
- Walter Matthau – Vstupte
- George Burns – Vstupte
- Warren Beatty – Šampón
- James Caan – Funny Lady
- Peter Sellers – Návrat Růžového pantera

#### Nejlepší herečka ve vedlejší roli
- Brenda Vaccaro – Once Is Not Enough
- Ronee Blakley – Nashville
- Geraldine Chaplin – Nashville
- Lee Grant – Šampón
- Barbara Harris – Nashville
- Lily Tomlin – Nashville

#### Nejlepší herec ve vedlejší roli
- Richard Benjamin – Vstupte
- John Cazale – Psí odpoledne
- Charles Durning – Psí odpoledne
- Henry Gibson – Nashville
- Burgess Meredith – Den kobylek

#### Objev roku – herečka
- Marilyn Hassett – Okno do nebe
- Ronee Blakley – Nashville
- Barbara Carrera – Mistr pistolník
- Stockard Channing – Bohatství
- Jeannette Clift – Útočiště
- Lily Tomlin – Nashville

#### Objev roku – herec
- Brad Dourif – Přelet nad kukaččím hnízdem
- Roger Daltry – Tommy
- Jeffrey Lynas – Co mi táta nalhal
- Chris Sarandon – Psí odpoledne
- Ben Vereen – Funny Lady

#### Nejlepší scénář
- Bo Goldman, Lawrence Hauben – Přelet nad kukaččím hnízdem
- Frank R. Pierson – Psí odpoledne
- Peter Benchley, Carl Gottlieb – Čelisti
- Joan Tewkesbury – Nashville
- Neil Simon – Vstupte

#### Nejlepší hudba
- John Williams – Čelisti
- Fred Ebb, John Kander – Funny Lady
- Maurice Jarre – Muž, který chtěl být králem
- Charles Fox – Okno do nebe
- Henry Mancini – Návrat Růžového pantera

#### Nejlepší filmová píseň
- „I'm Easy“ – Nashville, hudba a text Keith Carradine
- „How Lucky Can You Get?“ – Funny Lady, hudba John Kander, text Fred Ebb
- „My Little Friend“ – Paper Tiger, hudba Roy Budd, text Sammy Cahn
- „Now That We're In Love“ – Whiffs, hudba George Barrie, text Sammy Cahn
- „Richard's Window“ – Okno do nebe, hudba Charles Fox , text Norman Gimbel

#### Nejlepší zahraniční film
- Co mi táta nalhal – režie Ján Kadár, Kanada
- Celý jeden život – režie Claude Lelouch, Francie
- Hedda – režie Trevor Nunn, Velká Británie
- Kouzelná flétna – režie Ingmar Bergman, Švédsko
- Section spéciale – režie Costa - Gavras, Itálie

#### Nejlepší dokumentární film
- Youthquak – režie Max B. Miller, Bob Grant
- Brother, Can You Spare a Dime? – režie Philippe Mora
- The Gentleman Tramp – režie Richard Patterson
- Mustang: The House That Joe Built – režie Robert Guralnick
- The Other Half of the Sky: A China Memoir – režie Shirley MacLaine, Claudia Weill
- UFOs: Past, Present, and Future – režie Robert Emenegger

### Televizní počiny

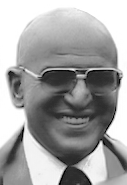
Nejlepší dramatický seriálový herec Telly Savalas

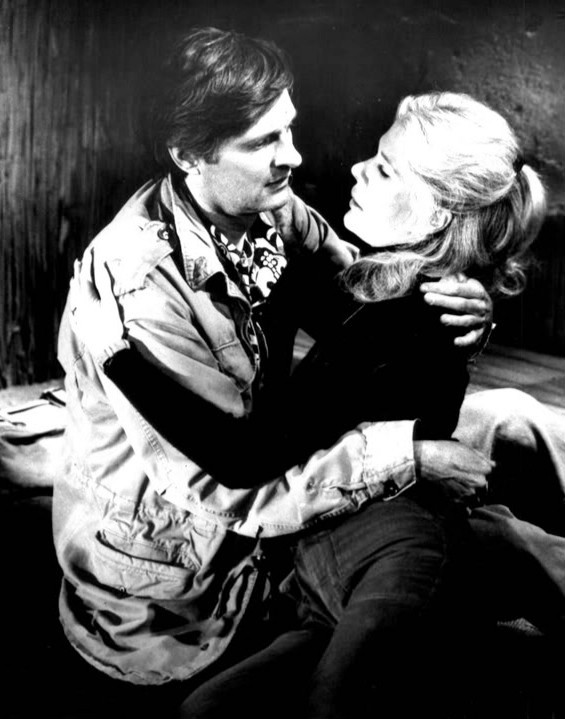
Nejlepší komediální seriálový herec Alan Alda (na snímku s kolegyní Lorettou Swit)

#### Nejlepší televizní seriál (drama)
- Kojak
- Baretta
- Columbo
- Kriminální oddělení
- Petrocelli

#### Nejlepší televizní seriál (komedie / muzikál)
- Barney Miller
- All in the Family
- The Carol Burnett Show
- Chico and the Man
- The Mary Tyler Moore Show

#### Nejlepší televizní film
- Babe
- Guilty Or Innocent: The Sam Sheppard Murder Case
- A Home Of Your Own
- The Legend Of Lizzie Borden
- Sweet Hostage

#### Nejlepší herečka v seriálu (drama)
- Lee Remick – Jennie: Lady Randolph Churchill
- Angie Dickinson – Police Woman
- Rosemary Harris – Notorious Woman
- Michael Learned – The Waltons
- Lee Meriwether – Barnaby Jones

#### Nejlepší herečka v seriálu (komedie / muzikál)
- Cloris Leachman – Phyllis
- Beatrice Arthur – Maude
- Carol Burnettová – The Carol Burnett Show
- Valerie Harper – Rhoda
- Mary Tyler Moore – The Mary Tyler Moore Show

#### Nejlepší herec v seriálu (drama)
- Robert Blake – Baretta
- Telly Savalas – Kojak
- Peter Falk – Columbo
- Karl Malden – The Streets of San Francisco
- Barry Newman – Petrocelli

#### Nejlepší herec v seriálu (komedie / muzikál)
- Alan Alda – M*A*S*H
- Johnny Carson – The Tonight Show Starring Johnny Carson
- Redd Foxx – Sanford and Son
- Hal Linden – Barney Miller
- Bob Newhart – The Bob Newhart Show
- Carroll O'Connor – All in the Family'

#### Nejlepší herečka ve vedlejší roli (seriál)
- Hermione Baddeley – Maude
- Susan Howard – Petrocelli
- Julie Kavner – Rhoda
- Nancy Walker – McMillan and Wife
- Nancy Walker – Rhoda

#### Nejlepší herec ve vedlejší roli (seriál)
- Ed Asner – The Mary Tyler Moore Show
- Tim Conway – The Carol Burnett Show
- Ted Knight – The Mary Tyler Moore Show
- Rob Reiner – All in the Family
- Jimmy Walker – Good Times